# قيصوم جبلي
قيصوم جبلي أو بابوني أو قيسون (الاسم العلمي: Santolina chamaecyparissus)، هو نبات معمر من فصيلة النجمية تعلو من 50 إلى 100 سم، أرومَتُه ليفية، أوراقه غير مُقسمة، مثتطاوِلة خطية أو بيضوية، منشارية التسنين، شبه مُنفرجة، طولها 2 إلى 10 مم وهي لِبديَّة أو مُسْتَمرطة. رُؤيساتُه الزَّهريَّة عديدة. أعذاقها معدومة السويقات. لُسَيْناتُه معدومة. إزهراره من أيار إلى آب في الأراضي الجافة والفيافي والصحراء.

## الانتشار الجغرافي
ينتشر في لبنان وسوريا وفلسطين والأردن ومصر.حوض البحر الأبيض المتوسط 

## معرض صور

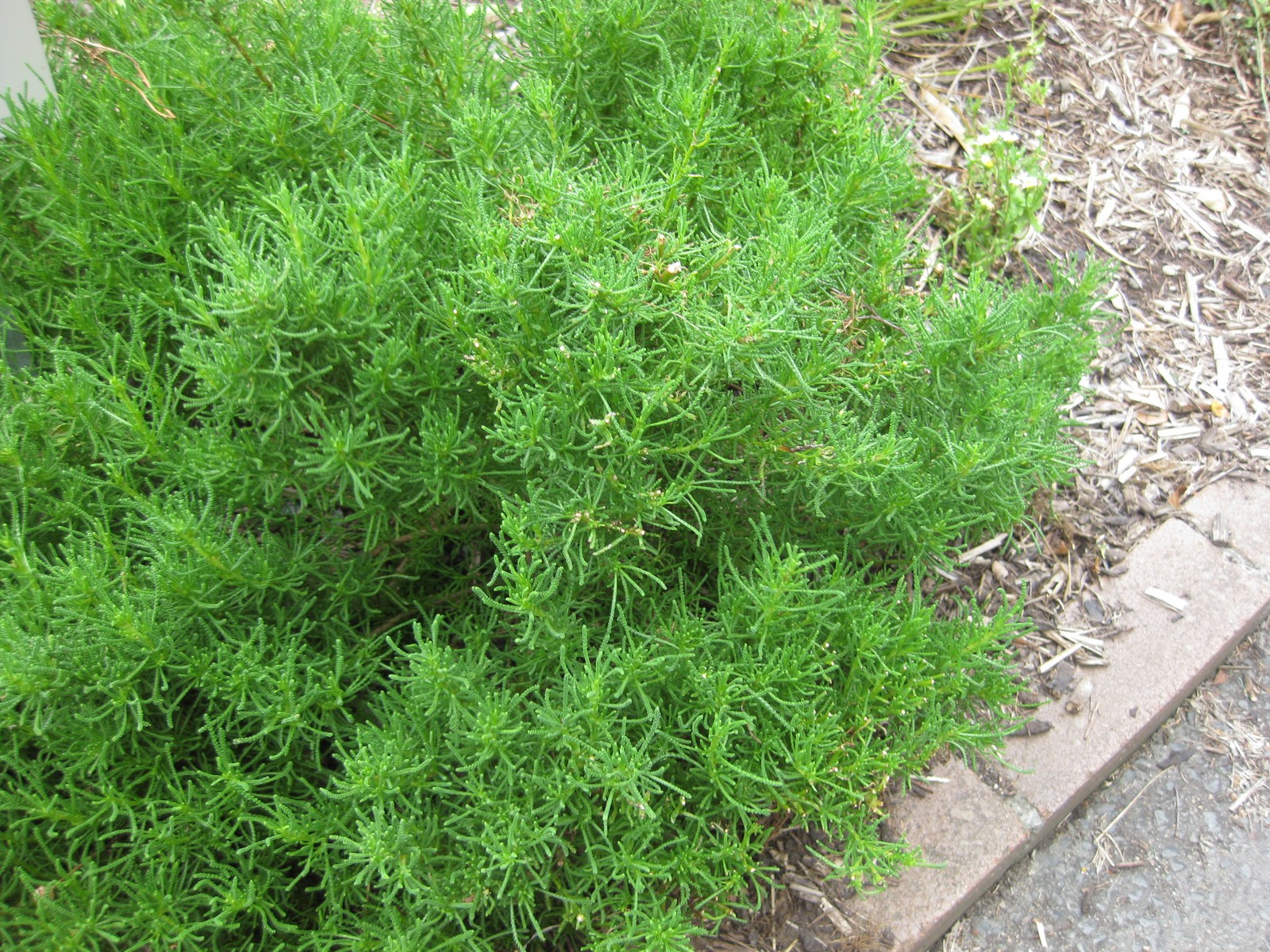
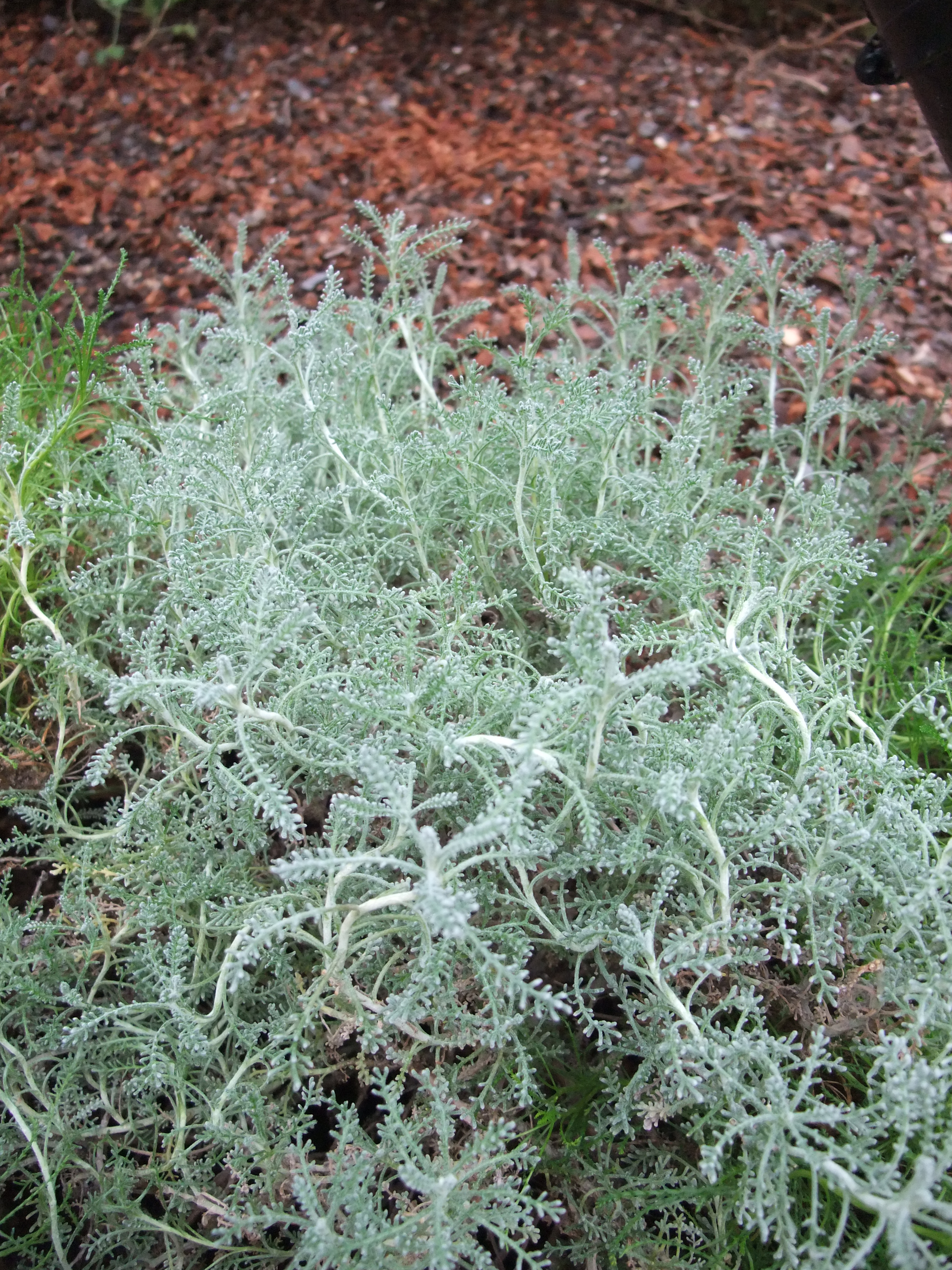
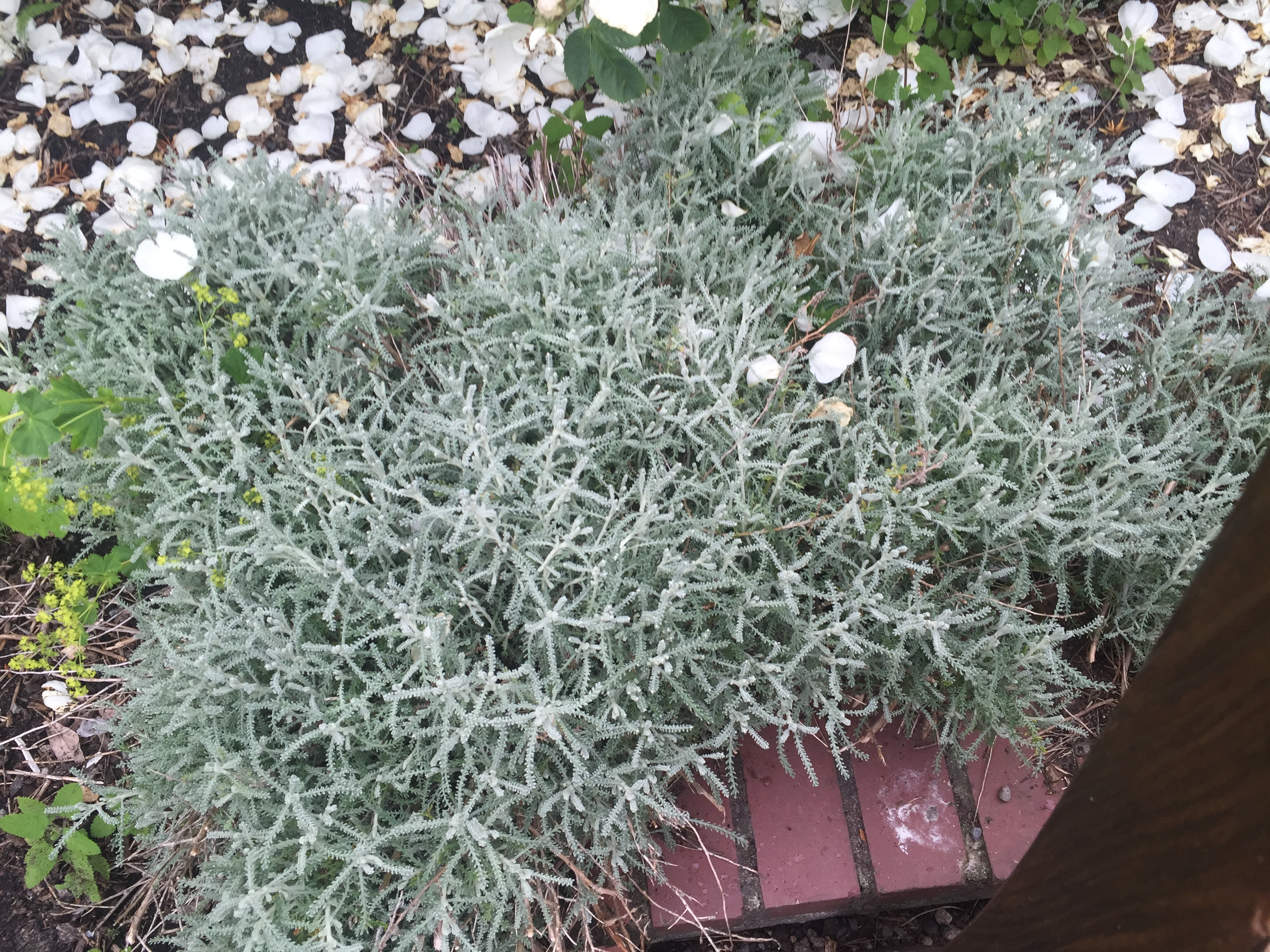